# Stichting Toekomstbeeld der Techniek
De Stichting Toekomstbeeld der Techniek (STT) is een onafhankelijke kennisinstelling zonder winstoogmerk die langetermijntoekomstverkenningen organiseert op het snijvlak van technologie en samenleving. Sinds 1968 publiceert de stichting over de sociale gevolgen van bijvoorbeeld energie, ICT, zorgtechnologie en robotisering. Het algemeen bestuur bestaat uit ruim 60 leden uit de top van de Nederlandse overheid, het bedrijfsleven, de onderzoekswereld en maatschappelijke organisaties. Rein Willems volgde in 2011 Wiebe Draijer op als voorzitter van de stichting. 

## STT Academie
De STT Academie is in het leven geroepen om bij te dragen aan het kennisniveau over foresight studies in Nederland. STT cofinanciert hiertoe vier leerstoelen en draagt bij aan methodiekontwikkeling. Onder de STT Academie valt ook de organisatie van het Netwerk Toekomstverkenningen, een platform voor kennisuitwisseling over toekomstverkennen.

## Geschiedenis
De Stichting Toekomstbeeld der Techniek is in 1968 opgericht door het Koninklijk Instituut van Ingenieurs.